# Emmens flygbas
Emmens flygbas, tyska: Militärflugplatz Emmen, är en flygbas i Schweiz.   Den ligger i kommunen Emmen och kantonen Luzern, i den centrala delen av landet, 70 km öster om huvudstaden Bern. Emmens flygbas ligger 425 meter över havet.